# کالج گلندل
کالج گلندل (به انگلیسی: Glendale Community College) ابتدا به جهت رفع نیازهای تحصیلی اهالی گلندل، تیونگا و لا کرسنتا در مدرسه گلندل شروع به کار نمود. به سال ۱۹۲۷ تأسیس شد.